# Enrico Toti
Enrico Toti (Roma, 20 agosto 1882 – Monfalcone, 6 agosto 1916) fu un patriota italiano che combatté nelle file dei Bersaglieri, durante la prima guerra mondiale, da soldato irregolare, poiché non arruolabile in quanto privo di una gamba, persa durante la sua attività di meccanico ferroviere; nonostante la menomazione, partecipò a varie azioni militari, in una delle quali trovò la morte a 33 anni.
Durante la sesta battaglia dell'Isonzo (agosto 1916), che si risolse nella conquista di Gorizia, rimasto in una trincea sguarnita nei dintorni di Monfalcone, continuò a combattere benché colpito dai proiettili austriaci e morì incitando i suoi compagni all'assalto. Il suo gesto fu immortalato nella stampa dell'epoca (leggendaria divenne la copertina della Domenica del Corriere illustrata da Achille Beltrame, che mostrava Toti in piedi tra le sue truppe, nell'atto di scagliare la propria stampella contro le truppe austriache prima di morire); egli assurse a simbolo dell'eroismo e del senso di abnegazione del militare italiano.
Il re Vittorio Emanuele III gli conferì la medaglia d'oro al valor militare; oltre a una varia toponomastica, gli furono intitolate scuole, monumenti, una legione ferroviaria durante il fascismo, nonché due mezzi sottomarini, uno della Regia Marina e l'altro della Marina Militare. A Roma, sua città natale, Toti è omaggiato in tre monumenti: uno, al Pincio, nel parco di Villa Borghese, espressamente a lui dedicato, un altro, a Porta Pia, dedicato ai Bersaglieri e nel cui basamento Toti è raffigurato, e infine un altro nel giardino della scuola elementare E. Toti a lui dedicata al Pigneto.

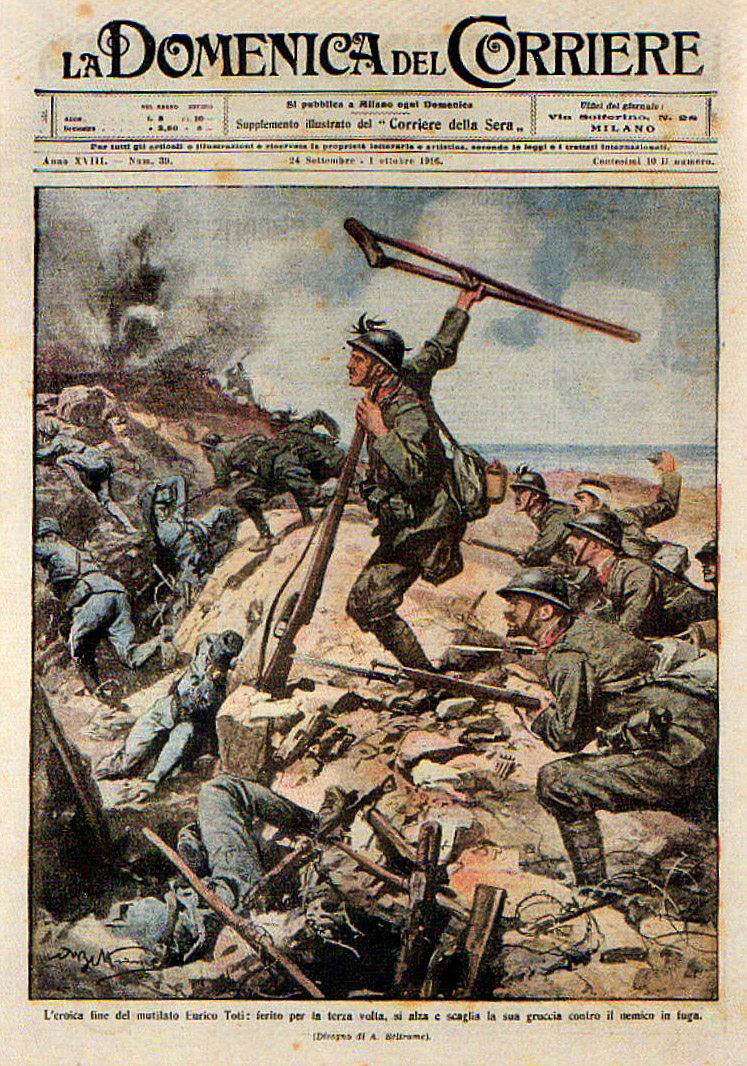
La morte di Enrico Toti nella copertina della Domenica del Corriere

## Biografia

### Primi anni
Enrico Toti nacque e crebbe nel Rione Esquilino, un quartiere popolare di Roma, da Nicola Toti, ferroviere di Cassino, e da Semira Calabresi, di Palestrina.
Nel 1897 all'età di quindici anni si imbarcò come mozzo sulla nave scuola Ettore Fieramosca, passando poi sulla corazzata Emanuele Filiberto e infine sull'incrociatore Coatit. Nel 1904 fu coinvolto in scontri sul Mar Rosso contro i pirati che infestavano il mare antistante la colonia italiana dell'Eritrea. Congedatosi, nel 1905, Toti fu assunto nelle Ferrovie dello Stato come fuochista.
Il 27 marzo 1908, mentre lavorava alla lubrificazione di una locomotiva, che si era fermata nella stazione di Colleferro per effettuare l'aggancio a un'altra locomotiva e per fare rifornimento d'acqua, a causa dello spostamento delle due macchine Toti scivolò, rimanendo con la gamba sinistra incastrata e stritolata dagli ingranaggi. Subito portato in ospedale a Velletri, dal dottor Carlo Angeloni, l'arto gli fu amputato al livello del bacino. Perso il lavoro, Toti si dedicò a innumerevoli attività tra cui la realizzazione di alcune piccole invenzioni oggi custodite a Roma, nel Museo storico dei bersaglieri.
Nel 1911, pedalando in bicicletta con una gamba sola, raggiunse dapprima Parigi, quindi attraversò il Belgio, i Paesi Bassi e la Danimarca, fino a raggiungere la Finlandia e la Lapponia. Da lì attraversò la Russia e la Polonia, rientrando in Italia nel giugno 1912. Nel gennaio 1913 partì nuovamente in bicicletta, stavolta diretto verso il sud: da Alessandria d'Egitto raggiunse il confine con il Sudan, dove le autorità inglesi, giudicando troppo pericoloso il percorso, gli imposero di concludere il viaggio e lo rimandarono a Il Cairo da dove fece ritorno in Italia.

### La grande guerra

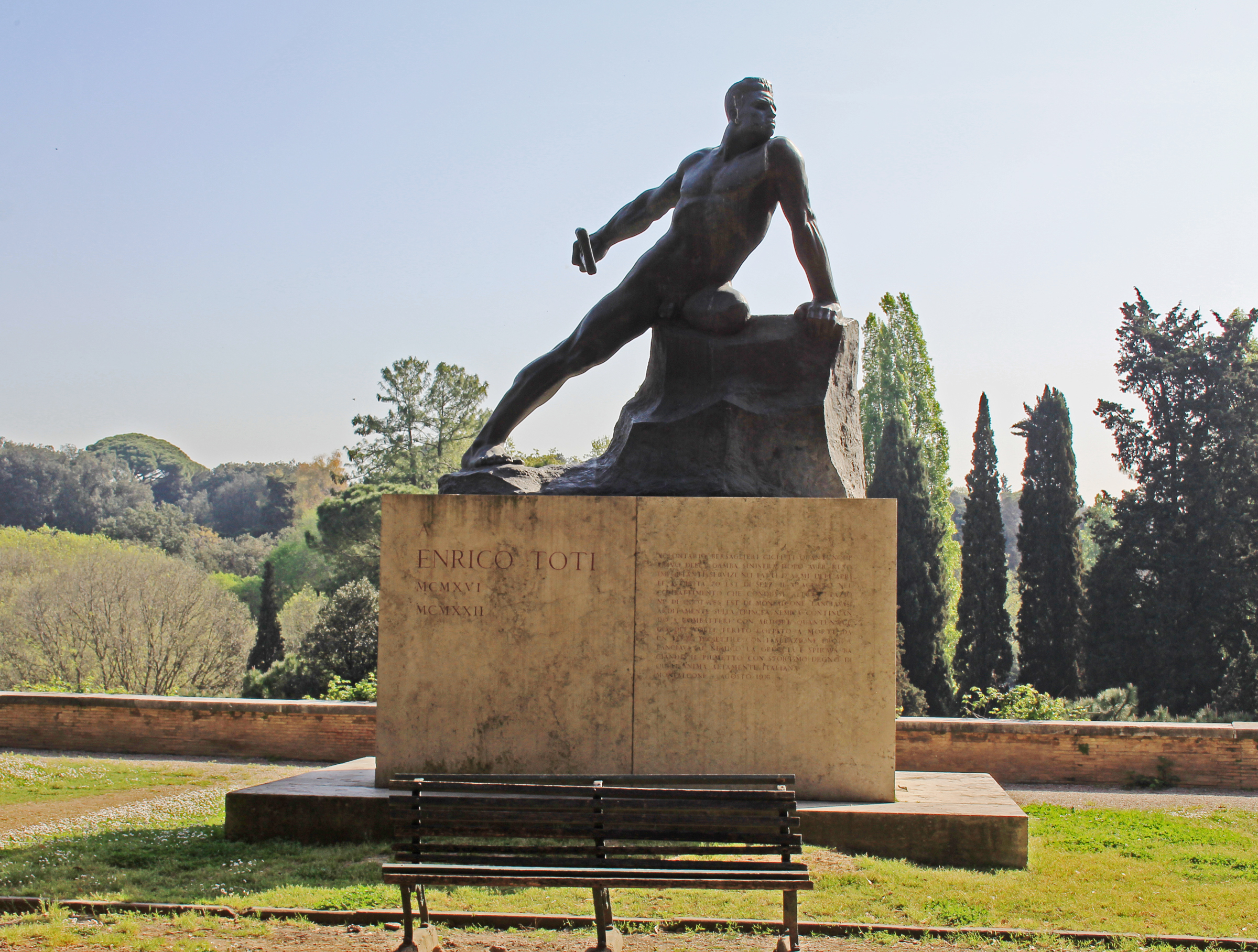
Statua a Villa Borghese, Roma

Allo scoppio della prima guerra mondiale Toti si vide respinte tre domande di arruolamento; decise quindi di raggiungere il fronte in bicicletta presso Cervignano del Friuli.
Qui fu accolto come civile volontario e adibito ai "servizi non attivi", privo, quindi, delle stellette militari.
Una sera, però, fermato da una pattuglia di carabinieri a Monfalcone, fu obbligato a tornare alla vita civile.
Nel gennaio 1916, anche grazie all'interessamento del Duca d'Aosta, riuscì ad essere destinato al Comando Tappa di Cervignano del Friuli, sempre come volontario civile.
Destinato inizialmente alla brigata Acqui, riuscì a farsi trasferire al battaglione bersaglieri ciclisti del terzo reggimento. In aprile i medesimi bersaglieri, presso i quali si era trovato a combattere, lo proclamarono uno di loro e lo stesso comandante, il maggiore Rizzini, gli consegnò l'elmetto piumato da bersagliere e le stellette.
Nell'agosto 1916 cominciò la sesta battaglia dell'Isonzo, che si concluse con la presa di Gorizia. Il 6 agosto 1916, Enrico Toti, lanciatosi con il suo reparto all'attacco di Quota 85 a est di Monfalcone, fu ferito più volte dai colpi avversari continuando a combattere senza ripararsi, fino a essere colpito a morte. 
Nei pressi di Quota 85, nel luogo in cui cadde eroicamente, a Sablici, sopra Monfalcone, in un bosco da cui si scorge il mare, si trova un cippo eretto in suo onore tra gli evidenti segni di vecchie trincee della Grande Guerra.
(Ulderico Piferi)

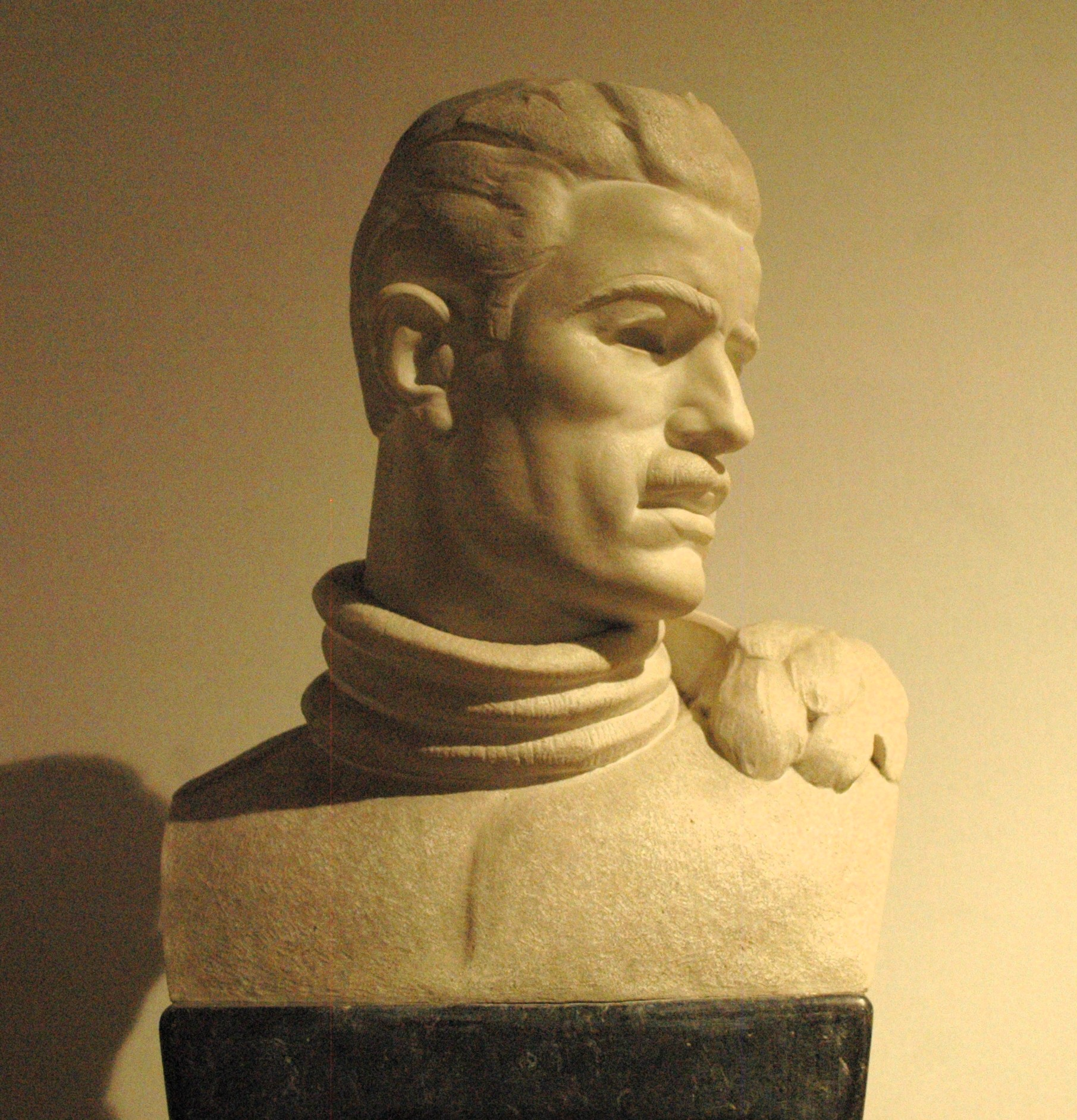
Busto di Enrico Toti conservato al Vittoriano di Roma

Fu decorato con la medaglia d'oro al valor militare alla memoria, con motu proprio dal re Vittorio Emanuele III in persona, non essendo immatricolato come militare a causa della sua inabilità, «perché ne sia tramandato il ricordo glorioso ed eroico alle generazioni future».
Il regime fascista, negli anni seguenti, esaltò la figura di Toti a fini propagandistici.

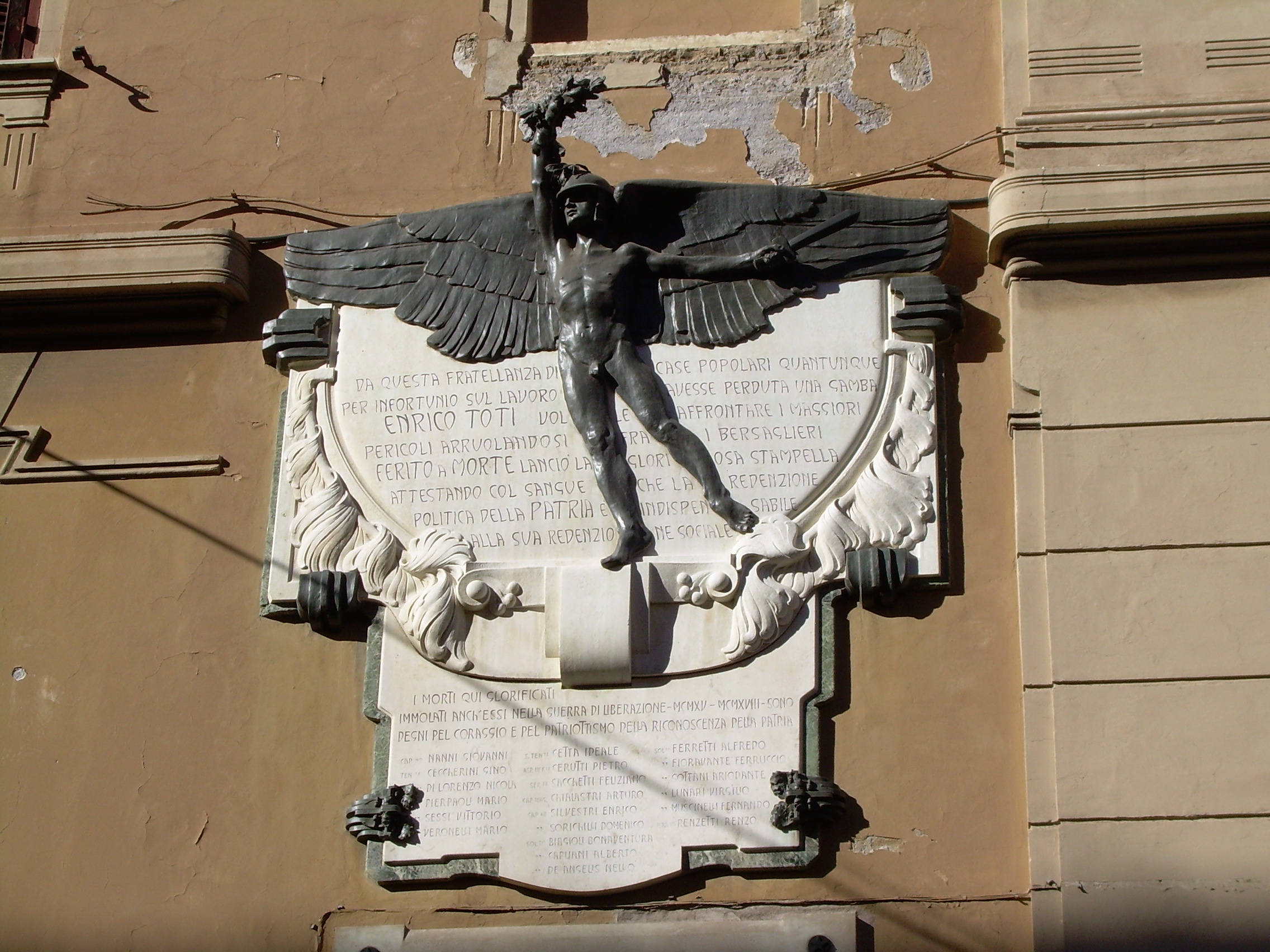
Targa commemorativa di Enrico Toti a Roma, nella via che porta il suo nome all'Esquilino

### Le esequie
La salma fu trasportata inizialmente a Monfalcone, poi il 24 maggio 1922, settimo anniversario dell'entrata in guerra dell'Italia, venne trasportata a Roma, dove ricevette solenni funerali. Durante e dopo la cerimonia, nel difficile clima politico e sociale del primo dopoguerra italiano, pochi mesi prima che il fascismo prendesse il potere (il 28 ottobre dello stesso anno si svolse la "marcia su Roma" e pochi giorni dopo, il 31 ottobre, si insediò il governo Mussolini), nei pressi di Porta San Lorenzo vi furono sanguinosi scontri (alcuni colpi di arma da fuoco colpirono il feretro) tra comunisti e anarchici da un lato e la Guardia regia, seguiti da uno sciopero generale.
Gli avvenimenti che, secondo un primo bilancio apparso sui quotidiani, provocarono un morto e venticinque feriti, furono oggetto, il giorno successivo, di accese polemiche in una seduta della Camera dei deputati.

## Riconoscimenti
In sua memoria fu eretto un monumento in bronzo nei giardini del Pincio a Roma e un altro a Gorizia.
Un altro monumento in bronzo gli è stato dedicato a Cassino, città d'origine dei genitori, nella piazza a lui intitolata e a Colleferro, città dove rimase invalido.
A lui furono intitolati il sommergibile italiano Enrico Toti, varato nel 1928, e il successivo sottomarino Enrico Toti, varato nel 1968.
Nel giugno 1923 gli fu intitolata la XI Legione Ferroviaria Enrico Toti di Bari della Milizia ferroviaria. Molte vie, in tutta Italia, portano il suo nome.